# マンデル酸アンモニウム
マンデル酸アンモニウム（英語: ammonium mandelate）は、化学式が C
8H
11NO
3 で表される化合物で、マンデル酸の有機アンモニウム塩である。

## 合成
マンデル酸にアンモニアまたは過剰量の強アンモニア水を反応させることで合成できる。

## 物理的性質
無臭の結晶性無色粉末を形成する。水に非常に溶けやすく、アルコールにはほとんど溶けない。

## 用途
泌尿器系の消毒薬として使われる。